# Barry Hertzog

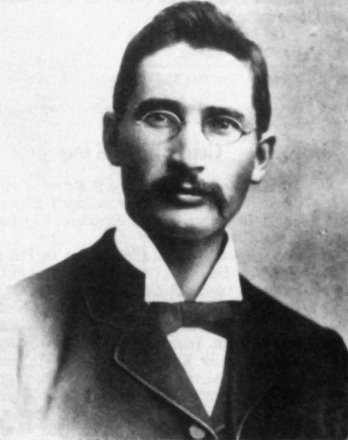
Barry Hertzog

James Barry Munnik Hertzog (* 3. April 1866 in der Nähe von Wellington, Kapkolonie; † 21. November 1942 in Pretoria, Südafrika) war ein burischer General und von 1924 bis 1939 Premierminister der Südafrikanischen Union.

## Militärische Karriere
Hertzog erhielt seine juristische Befähigung am Victoria College in Stellenbosch, Kapkolonie, und an der Universität von Amsterdam. Er hatte ab 1892 eine Anwaltskanzlei in Pretoria, bis er 1895 zum Hohen Gericht des Oranje-Freistaates berufen wurde. Während des Burenkrieges (1899–1902) stieg er bis zum General auf und wurde stellvertretender Kommandant der militärischen Kräfte des Oranje-Freistaats. Trotz einiger militärischer Schwierigkeiten wurde er als wagemutig und erfinderischer Leiter der Guerillakrieger bekannt, die die Briten bekämpften. Schließlich wurde er von der Sinnlosigkeit weiteren Blutvergießens überzeugt und unterzeichnete im Mai 1902 den Frieden von Vereeniging.

## Politische Karriere

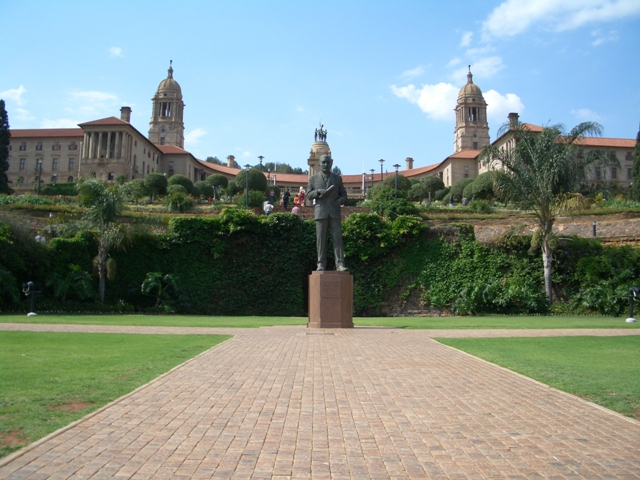
Standbild am ursprünglichen Standort im Garten der Union Buildings in Pretoria

Nach dem Zweiten Burenkrieg ging Hertzog in die Politik und wurde leitender Organisator der Orangia Unie Party. 1907 erreichte die Orange River Colony Eigenverwaltung, und Hertzog kam als Generalstaatsanwalt und Bildungsminister in das Kabinett. Er bestand gegen harte Widerstände darauf, dass neben Englisch auch Afrikaans an Schulen unterrichtet wurde. Als sich 1910 die neue Nation als Südafrikanische Union formte, wurde er Justizminister. Diese Stelle hatte er bis 1912 inne. Eine Abneigung gegen den britischen Expansionismus und gegen Premierminister Louis Botha führte in eine ministeriale Krise. 1913 führte er eine Abspaltung der Old Boer und der antibritischen Fraktion von der South African Party herbei.
Beim Ausbruch der Maritz-Rebellion 1914 blieb er neutral. In den folgenden Jahren leitete er die Opposition gegen die Regierung von Jan Smuts. Bei den Parlamentswahlen 1924 besiegte seine Nasionale Party die South African Party des Jan Smuts und stellte die Regierung. 1934 vereinigten sich die Nasionale Party und die South African Party zur United Party.
Hertzog war Republikaner, der an die Unabhängigkeit der Südafrikanischen Union vom Britischen Empire glaubte. Seine Regierung nahm das Statut von Westminster an, und 1937, als Eduard VIII. als König des Britischen Empires und somit als König Südafrikas abdankte, bestand Hertzog darauf, dass das südafrikanische Parlament dieser Entscheidung in einer Abstimmung zustimmte.
Am 4. September 1939 lehnte die United Party Hertzogs neutrale Einstellung zum Zweiten Weltkrieg ab und setzte ihn zugunsten Jan Smuts’ ab. Hertzog gründete die Volksparty, die sich 1941 aufspaltete. Ein Teil, vor allem Hertzog-Anhänger, vereinigte sich mit der Gesuiwerde Nasionale Party von Daniel François Malan zur Herenigde Nasionale Party (HNP). Ein anderer Teil bildete die Afrikanerparty um Nicolaas Christiaan Havenga.

## Denkmal in Pretoria
Ein Standbild Hertzogs wurde von der südafrikanischen Regierung 2013 von seinem angestammten Standort vor dem Regierungssitz Union Buildings in Pretoria entfernt, um Platz zu machen für eine neun Meter hohe Statue Nelson Mandelas. In Gesprächen mit den Nachfahren Hertzogs sei Übereinkommen erzielt worden, das Hertzog-Denkmal an einen anderen Standort innerhalb des Gebäudekomplexes zu verlegen, gab Staatspräsident Jacob Zuma bekannt.